# Asplenium lilloanum
Asplenium lilloanum là một loài thực vật có mạch trong họ Aspleniaceae. Loài này được de la Sota miêu tả khoa học đầu tiên.